# Pensament intrusiu
Els pensaments intrusius són els pensaments no desitjats involuntaris, imatges o idees desagradables que poden convertir-se en obsessions, són molests o preocupants, i poden ser difícils de trampejar o eliminar. Quan estan associats amb el trastorn obsessiu-compulsiu (TOC), la depressió, el trastorn dismòrfic del cos (TDC), i algunes vegades el trastorn d'hiperactivitat i dèficit d'atenció (ADHD), els pensaments poden arribar a ser paralitzants i provocar ansietat. Els pensaments intrusius també poden estar associats amb la memòria episòdica, les preocupacions no desitjades o records de TOC, el trastorn d'estrès posttraumàtic, altres trastorns d'ansietat, trastorns de l'alimentació, o la psicosi.
Els pensaments intrusius, els impulsos, i les imatges són de coses inadequades en moments inoportuns, i que poden dividir-se en tres categories: "els pensaments agressius inadequats, pensaments sexuals inadequats, o pensaments religiosos blasfems".